# Payton Pritchard
Payton Michael Pritchard (Tualatin, Oregon, 1998. január 28. –) amerikai kosárlabdázó, a National Basketball Associationben (NBA) szereplő Boston Celtics játékosa. Egyetemen az Oregon Ducks csapatában játszott. Másodévesként jelölték a Naismith Trophy díjra. A Celtics a 2020-as NBA-drafton a 26. helyen választotta ki, 2022-ben és 2024-ben is bejutott a csapattal az NBA döntőjébe, 2024-ben pedig bajnoki címet szerzett. A következő évben a liga legjobb hatodik emberének választották.

## Statisztikák
A Basketball Reference adatai alapján.

### Egyetem
| Év      | Csapat          | JM  | KM  | JP/M | MG%  | 3P%  | BD%  | LP/M | GP/M | L/M | B/M | P/M  |
| ------- | --------------- | --- | --- | ---- | ---- | ---- | ---- | ---- | ---- | --- | --- | ---- |
| 2016–17 | Oregoni Egyetem | 39  | 35  | 28,3 | .393 | .350 | .730 | 3,4  | 3,6  | 1,2 | 0,1 | 7,4  |
| 2017–18 | Oregoni Egyetem | 36  | 36  | 35,1 | .447 | .413 | .774 | 3,8  | 4,8  | 1,4 | 0,0 | 14,5 |
| 2018–19 | Oregoni Egyetem | 38  | 38  | 35,5 | .418 | .328 | .838 | 3,9  | 4,6  | 1,8 | 0,1 | 12,9 |
| 2019–20 | Oregoni Egyetem | 31  | 31  | 36,6 | .468 | .415 | .821 | 4,3  | 5,5  | 1,5 | 0,0 | 20,5 |
| Karrier | Karrier         | 144 | 140 | 33,7 | .437 | .379 | .800 | 3,8  | 4,6  | 1,5 | 0,0 | 13,5 |

### NBA

#### Alapszakasz
| Év         | Csapat         | JM  | KM | JP/M | MG%  | 3P%  | BD%   | LP/M | GP/M | L/M | B/M | P/M  |
| ---------- | -------------- | --- | -- | ---- | ---- | ---- | ----- | ---- | ---- | --- | --- | ---- |
| 2020–2021  | Boston Celtics | 66  | 4  | 19,2 | .440 | .411 | .889  | 2,4  | 1,8  | 0,6 | 0,1 | 7,7  |
| 2021–2022  | Boston Celtics | 71  | 2  | 14,1 | .429 | .412 | 1.000 | 1,9  | 2,0  | 0,4 | 0,1 | 6,2  |
| 2022–2023  | Boston Celtics | 48  | 3  | 13,4 | .412 | .364 | .750  | 1,8  | 1,3  | 0,3 | 0,0 | 5,6  |
| 2023–2024† | Boston Celtics | 82  | 5  | 22,3 | .468 | .385 | .821  | 3,2  | 3,4  | 0,5 | 0,1 | 9,6  |
| 2024–2025  | Boston Celtics | 80  | 3  | 28,4 | .472 | .407 | .845  | 3,8  | 3,5  | 0,9 | 0,2 | 14,3 |
| Karrier    | Karrier        | 347 | 17 | 20,2 | .454 | .399 | .856  | 2,7  | 2,5  | 0,5 | 0,1 | 9,1  |

#### Rájátszás
| Év      | Csapat         | JM | KM | JP/M | MG%  | 3P%  | BD%   | LP/M | GP/M | L/M | B/M | P/M |
| ------- | -------------- | -- | -- | ---- | ---- | ---- | ----- | ---- | ---- | --- | --- | --- |
| 2021    | Boston Celtics | 5  | 0  | 13,5 | .353 | .300 | 1.000 | 1,8  | 2,4  | 0,4 | 0,0 | 3,4 |
| 2022    | Boston Celtics | 24 | 0  | 12,9 | .422 | .333 | .667  | 1,9  | 1,6  | 0,3 | 0,1 | 4,8 |
| 2023    | Boston Celtics | 10 | 0  | 5,7  | .545 | .400 | .800  | 0,6  | 1,1  | 0,1 | 0,0 | 3,2 |
| 2024†   | Boston Celtics | 19 | 0  | 18,7 | .419 | .383 | .917  | 1,9  | 2,1  | 0,2 | 0,0 | 6,4 |
| Karrier | Karrier        | 58 | 0  | 13,6 | .427 | .355 | .840  | 1,7  | 1,7  | 0,2 | 0,0 | 4,9 |

## Fordítás
Ez a szócikk részben vagy egészben  a   Payton Pritchard című angol Wikipédia-szócikk fordításán alapul.  Az eredeti cikk szerkesztőit annak laptörténete sorolja fel. Ez a jelzés csupán a megfogalmazás eredetét és a szerzői jogokat jelzi, nem szolgál a cikkben szereplő információk forrásmegjelöléseként.